# Hans von der Putt
Hans von der Putt (auch „Hans van der Putt“, * um 1590; † 1653 in Kassel) war ein deutscher Stempelschneider und Bildhauer.
Sein bekanntestes Werk ist eine Büste von  Gustav II. Adolf von Schweden, die 1632 gegossen wurde und für die er (laut Bolzenthal) mit 3000 bis 4000 Talern bezahlt wurde. Putt arbeitete von 1618 bis 1649 in Nürnberg, bevor er 1650 nach Kassel umzog, wo er verarmt starb. Er signierte seine Werke mit seinem Namen oder mit den Initialen „HVP“.